# Ilyobates merkli
Ilyobates merkli är en skalbaggsart som beskrevs av Eduard Eppelsheim 1883. Ilyobates merkli ingår i släktet Ilyobates och familjen kortvingar. Inga underarter finns listade i Catalogue of Life.